# Anonymous (Kollektiv)

Die kopflose Person im Anzug symbolisiert den führerlosen Charakter der Bewegung.

Anonymous (amerikanisch-englische Aussprache [əˈnɒnɪməs] ⓘ; von altgriechisch ἀνώνυμος anōnymos, deutsch ‚ohne Namen, unbenannt‘) ist ein Internetphänomen, das innerhalb der Netzkultur verwendet wird, um unter diesem Namen Hacktivismus und öffentliche Demonstrationen zu betreiben.

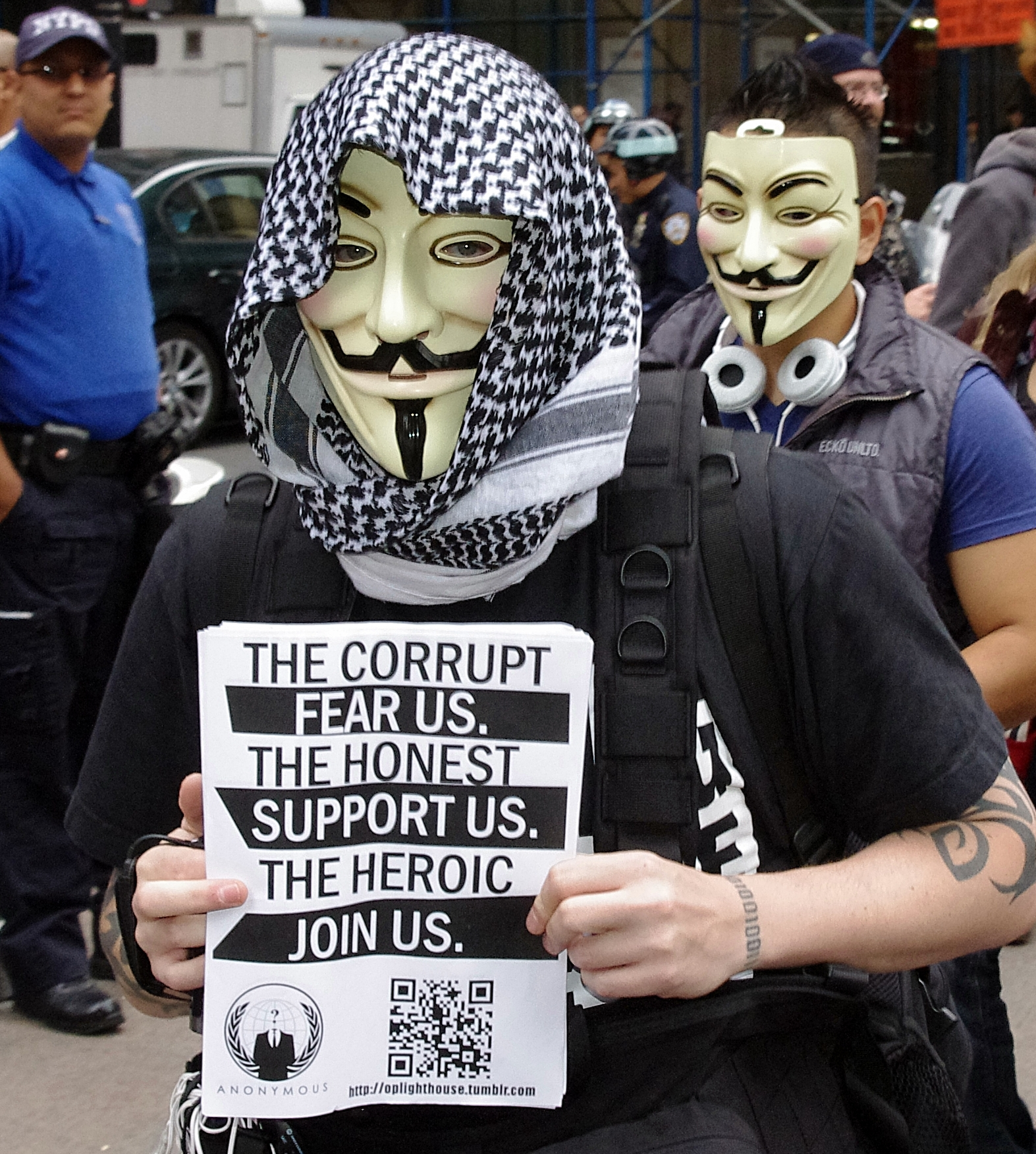
Anonymous-Aktivist bei
einer Occupy-Wall-Street-Kundgebung 2011

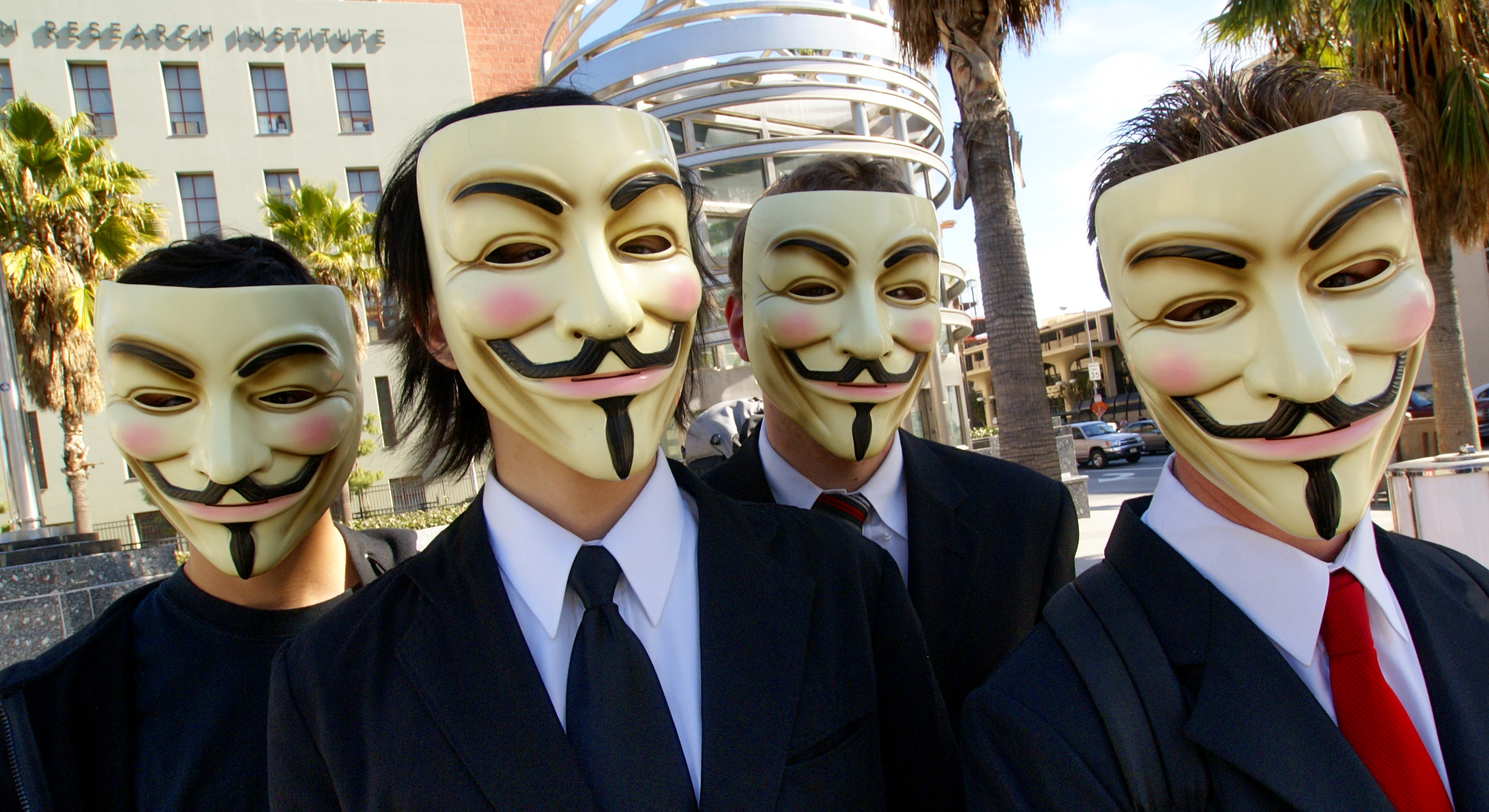
Aktivisten mit Guy-Fawkes-Masken

Anfangs als Spaßbewegung aus dem Imageboard 4chan hervorgegangen, trat Anonymous seit 2008 zunehmend politisch mit Protestaktionen für die Redefreiheit, die Unabhängigkeit des Internets und gegen das Urheberrecht, Autoren und Künstler und verschiedene Organisationen, darunter Scientology, staatliche Behörden, global agierende Konzerne, Urheberrechtsgesellschaften und auch in internationalen sozialen Problemfällen in Erscheinung. Aktionsmittel von Anonymous sind unter anderem Demonstrationen und Hackerangriffe.
Bei öffentlichen Kundgebungen treten viele Aktivisten mit Gesichtsmasken auf, die den britischen Attentäter Guy Fawkes darstellen und dem dystopischen Polit-Comic V wie Vendetta entlehnt sind.

## Über Anonymous

Die Flagge des Kollektivs Anonymous

Die Wurzeln von Anonymous liegen vornehmlich in sogenannten Imageboards, auf denen alle unzensiert und unmoderiert Bilder und Botschaften hinterlassen können, wobei auch ein Name angegeben werden kann. Allerdings tut das kaum jemand, weswegen die meisten Beiträge mit dem Namen „Anonymous“ gekennzeichnet sind. So stammt der Name des Kollektivs wahrscheinlich daher, dass – je nach technischer Voreinstellung – bei unangemeldeter Benutzung sämtliche Einträge in den Imageboards mit „Anonymous“ gekennzeichnet werden. Mit der Zeit erlangte diese Art der Veröffentlichung den Status eines Internetphänomens. Die teilnehmenden Nutzer werden abgekürzt als „Anon“ bezeichnet.
Typisch für Anonymous sind die der Graphic Novel V wie Vendetta von Alan Moore und David Lloyd entnommenen Masken, die ursprünglich das Gesicht des britischen Attentäters Guy Fawkes darstellen sollen. Diese dienen sowohl als Erkennungszeichen als auch zur Anonymisierung und im Zuge der Protestaktionen auch zum Schutz vor Verfolgung durch Scientology im Rahmen ihrer sogenannten Fair Game Policy. David Lloyd, der Illustrator des Comics, begrüßt, dass die Menschen „seine“ Maske für diesen Protest nutzen. Sie sei zu einem Sinnbild des Protestes gegen die Tyrannei geworden. Im Internet werden zur Verbreitung von Informationen an die Öffentlichkeit häufig Videos auf YouTube eingestellt.

### Motto von Anonymous
Am Ende von Botschaften von Anonymous und auf der Website des Kollektivs findet sich meist folgendes Motto:

“We are Anonymous.

We are Legion.

We do not forgive.

We do not forget.

Expect us.”

„Wir sind Anonymous.

Wir sind Legion/viele.

Wir vergeben nicht.

Wir vergessen nicht.

Erwartet uns.“

Dieses Motto wird auch abgewandelt oder erweitert, so können zusätzlich Menschenrechtsverletzungen oder Informationsfreiheit angesprochen sein, etwa mit dem Satz „Knowledge is free.“

### Struktur

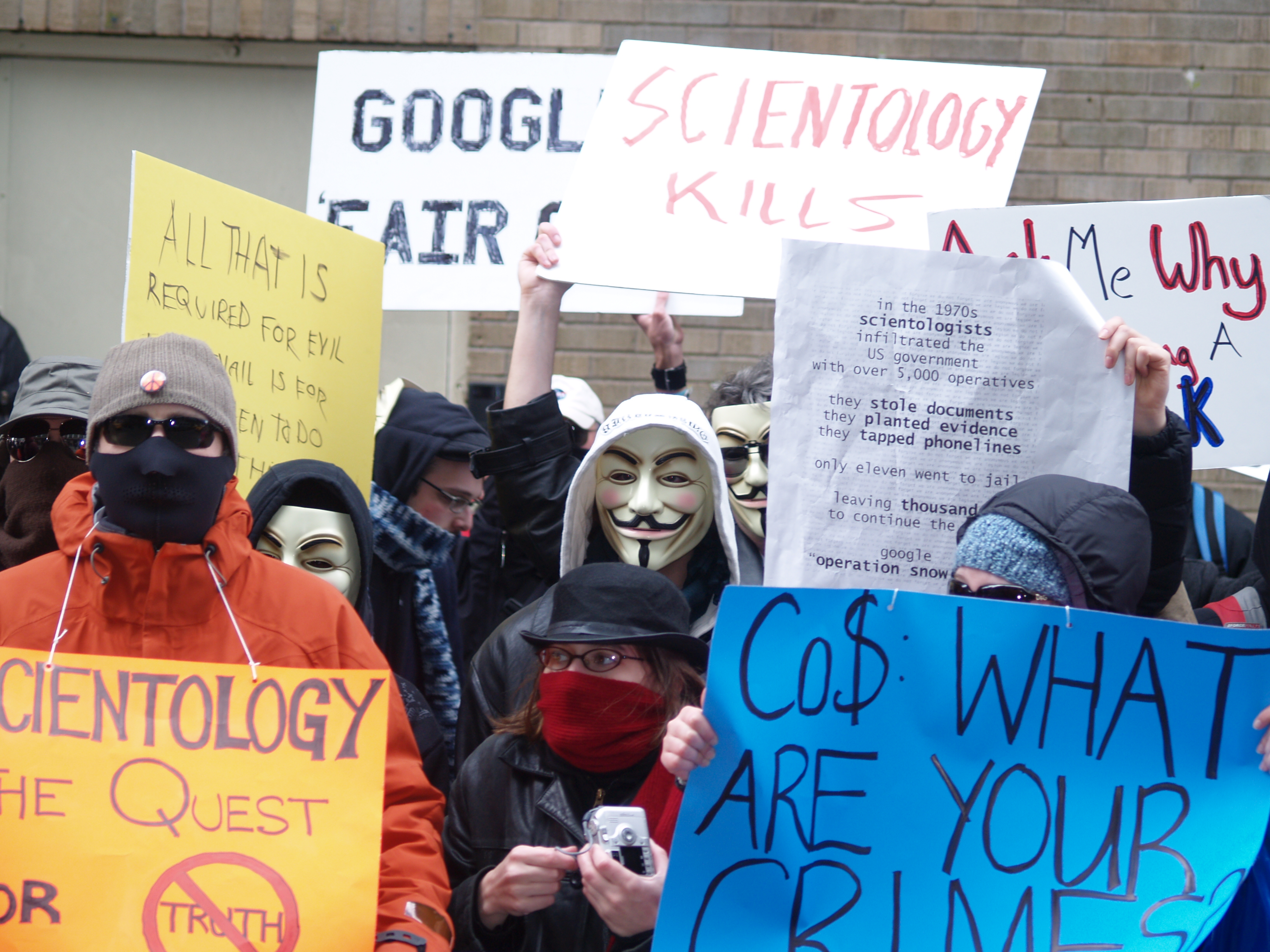
Protest von Anonymous gegen die Praktiken und den steuerfreien Status von Scientology

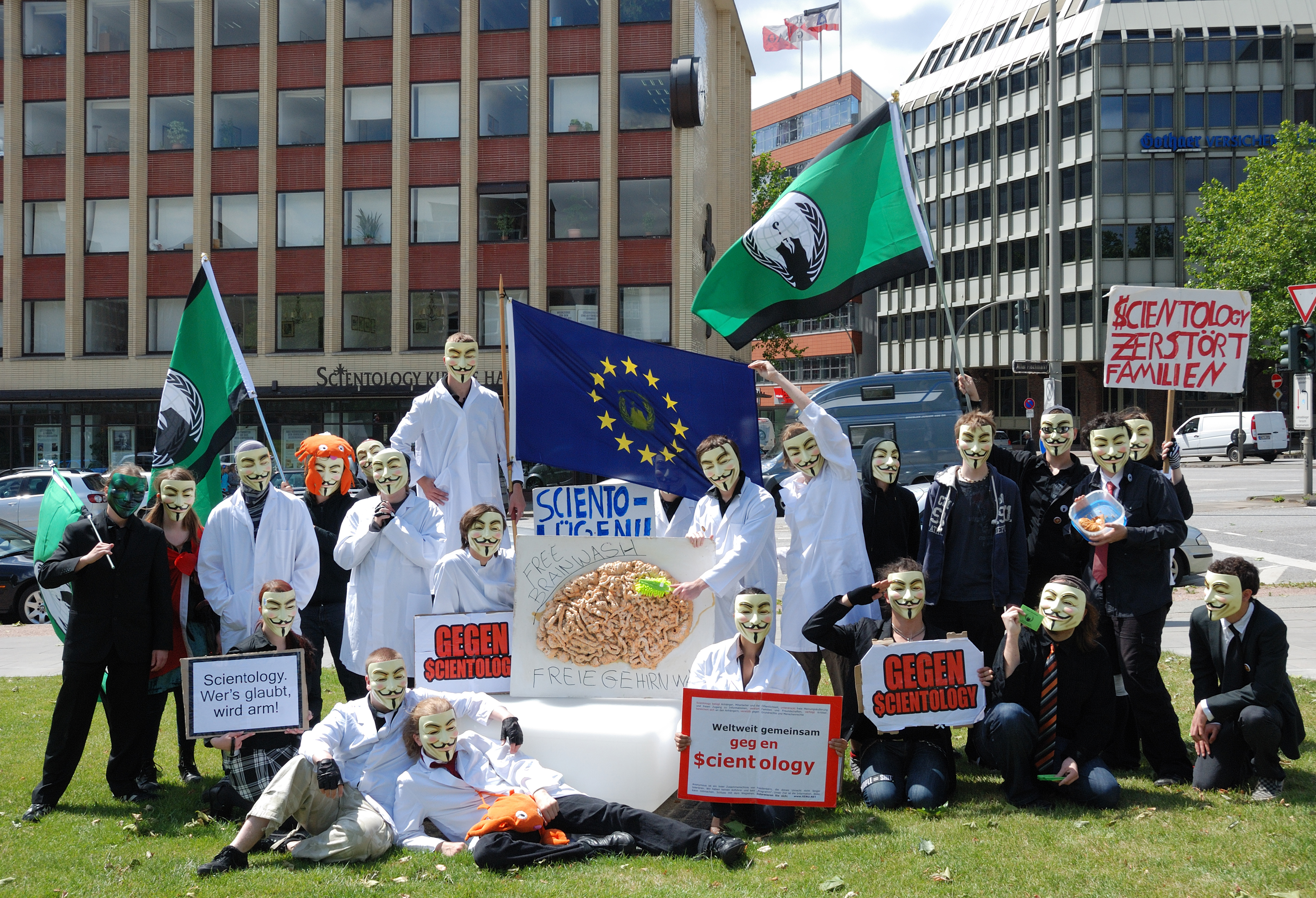
Demonstration gegen Scientology im Juni 2009 in Hamburg

Anonymous bestand im Anfangsstadium größtenteils aus Benutzern von diversen Imageboards und Internetforen. Zusätzlich wurden zur Organisation verschiedene Wikis und Internetchats aufgestellt, um noch mehr Raum im Internet auszunutzen. Über diese Plattformen werden Proteste wie Projekt Chanology organisiert.
Insgesamt ist Anonymous eine lose Verbindung von Internetnutzern, die im virtuellen Raum vor allem auf Webseiten wie 711chan, 420chan, 4chan, Something Awful, Fark oder Encyclopedia Dramatica anzutreffen sind.
Soziale Netzwerke wie Facebook spielen eher eine Nebenrolle, werden aber zur Bildung sogenannter Zellen benutzt, die sich dann zu realen Protesten mobilisieren lassen.
Anonymous hat keine Anführer oder kontrollierenden Instanzen und basiert auf der kollektiven Kraft seiner individuellen Teilnehmer und dem Vorteil, dass Informationen über das Internet schnell verbreitet werden können. Manche Websites bestimmen zwar, dass nur Erwachsene ab 18 Jahren die Inhalte betrachten sollten, da es aber keine sichere Möglichkeit gibt, jüngere Besucher zu blockieren, sind auch manche „Anons“ minderjährig.

„Jeder, der will, kann Anonymous sein und auf die Ziele hinarbeiten […] Wir haben dieses Programm, mit dem wir alle übereinstimmen und das wir alle koordinieren und ausführen, aber alle arbeiten unabhängig darauf hin, ohne eine Bestätigung zu benötigen. Wir wollen nur etwas hinkriegen, von dem wir denken, dass es getan werden muss […]“

Es existieren weder eine Führung noch eine Mitgliedschaft im administrativen Sinne, und das Mitwirken ist dadurch völlig unverbindlich. Es gibt keine zentrale organisatorische Struktur oder Hierarchie, die für alle Mitglieder des Kollektivs in irgendeiner Form bindend wären. Es handelt sich also bei Anonymous nicht um eine Organisation im herkömmlichen Sinn, sondern eher um eine Bewegung. Jeder Aktivist kann frei nach Belieben entscheiden, was er tun möchte.

### Ziele
Anfangs beschränkte sich Anonymous in seinen Forderungen hauptsächlich auf das Verbot der Church of Scientology und deren Praktiken und Institutionen. Der Glaube der Scientologen oder anderer Organisationen sollte dabei nicht angegriffen werden.
In letzter Zeit richtet sich Anonymous immer mehr gegen Internetzensur sowie vom Staat ausgehende Zensur.
Dies kann man vor allem an den Ereignissen in Australien erkennen, bei denen Mitglieder von Anonymous Websites der australischen Regierung angegriffen haben, nachdem diese einem Gesetz zur Implementierung von Internetfiltern zugestimmt hatte.
Anonymous fiel auch durch DDoS-Attacken gegen Finanzunternehmen wie PayPal sowie die Kreditkartenunternehmen Visa und Mastercard, die zuvor dem Whistleblowerportal WikiLeaks den Zugang zu seinen Konten verwehrt oder diese gesperrt hatten, auf. Diese Attacken wurden danach auf Tunesien und Simbabwe ausgeweitet, da diese Länder drohten, „jeden zu verklagen, der WikiLeaks[-Dokumente] veröffentlicht“. Bei den Protesten gegen die Gesetzesvorhaben ACTA und SOPA war Anonymous maßgeblich mitbeteiligt. Der 2013 aufgekommene Widerstand gegen bi- und multilaterale Freihandelsabkommen wie TTIP oder CETA wurde ebenfalls von Anonymous unterstützt.
Grundsätzlich erklärt Anonymous in diversen Videobotschaften stets, alle Menschenrechtsverletzer, Zensoren und Diktatoren als Ziele anzuvisieren. Jedoch herrscht hierzu kein Konsens, da es schlichtweg unmöglich scheint, alle sich dem Kollektiv zugehörig fühlenden Menschen darüber abstimmen zu lassen bzw. sie zu involvieren.

### Kommunikation
Das Kollektiv Anonymous kommuniziert seine Ziele und Aktivitäten primär über soziale Netzwerke. Insbesondere der Nachrichtendienst Twitter (Stand 2024: X) wird verwendet, da sich dessen Betreiber durchgehend liberal gegenüber Anonymous verhalten haben und durch die Nutzung mehrerer Konten ohnehin auch keine dauerhafte Blockade von Anonymous praktikabel wäre. Einzig im Dezember 2012 kam es zu einer kurzen Sperre eines Anonymous-Profils, da über dieses private Daten verbreitet wurden. Im Zuge der Operation Tinfoil, die sich gegen Attila Hildmann richtete, wurde der Twitter-Account des Hackerkollektivs gesperrt. Der Grund für die Sperre war das Veröffentlichen von gehackten Informationen, das gegen die Nutzungsbedingungen von Twitter verstößt.

## Entstehung der Gruppe
Die ersten Mitglieder von Anonymous waren Nutzer von 4chan, besonders dem dortigen /b/-Board. Sie schlossen sich gelegentlich zu Massenstreichen oder „Raids“, also Überfällen auf andere Internetseiten, zusammen.
Die erste Aktion, die mit Anonymous in Verbindung gebracht wird, ist der „Habbo raid“ am 12. Juli 2006. Dabei wurde das Habbo Hotel (ein soziales Netzwerk für Teenager) überfallen; es loggten sich mehrere User ein und blockierten das Schwimmbecken. Hintergrund war das Gerücht, dass die Moderatoren des Portals verstärkt gegen dunkelhäutige Avatare vorgingen und so ihre Moderatorenrechte missbrauchten. In typisch politisch unkorrekter Manier wählten die überfallenden Nutzer dunkelhäutige Charaktere mit Afrofrisuren und riefen „Der Pool ist wegen AIDS geschlossen.“
Weitere Aktionen aus dieser Anfangsphase, in der Anonymous sich auf Streiche konzentrierte, waren konzertierte Überlastungen der Webseite des White-Supremacy-Aktivisten Hal Turner und Telefonstreiche in seiner Sendung. Im selben Umfeld fand auch die Trollingkampagne zum Suizid eines dreizehnjährigen Jungen statt, bei der sich 4chan-Mitglieder über Nachrufe lustig machten, die ihn als „an hero“ [sic] bezeichneten, und seine Eltern mit Telefonstreichen belästigten.
Bis 2008 war die Gruppe nicht politisch motiviert, sondern attackierte Seiten und Menschen, die ein „einfaches Ziel“ darstellten.

## Projekt Chanology
Die Gruppe erhielt weltweite Aufmerksamkeit in der Presse durch das Projekt Chanology, das den internationalen Protest gegen Scientology unter einem Namen zusammenfasste.

### Entstehung

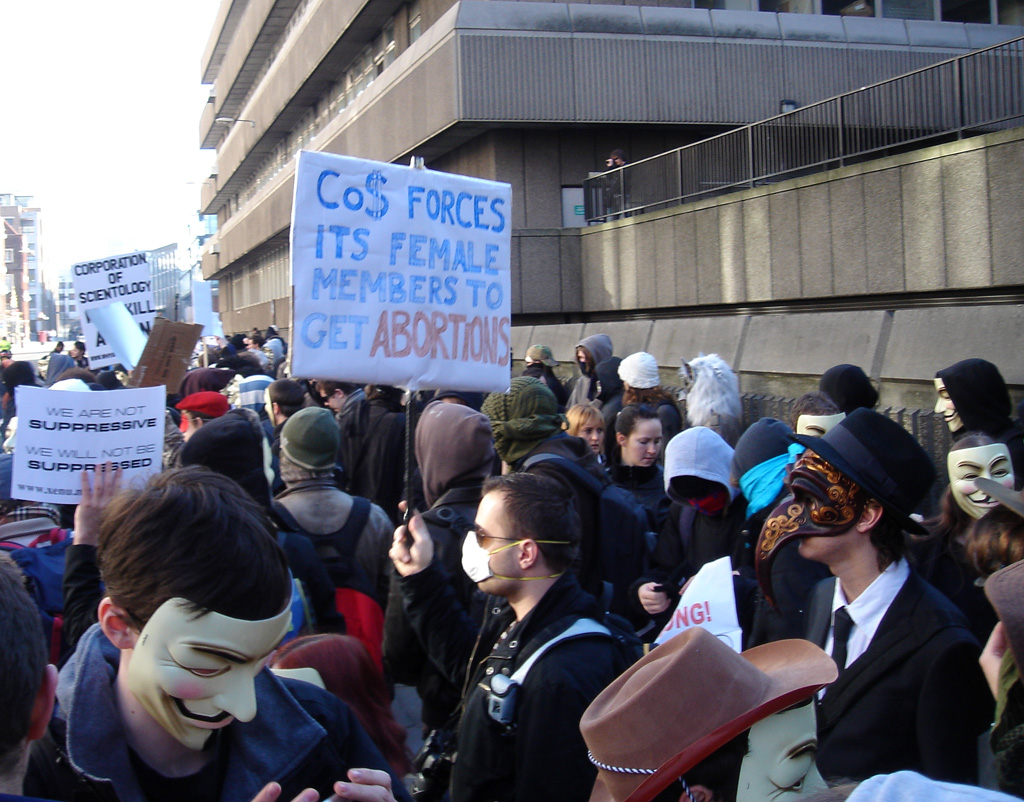
10. Februar 2008 – Anonymous-Protest in London (1. Welle)

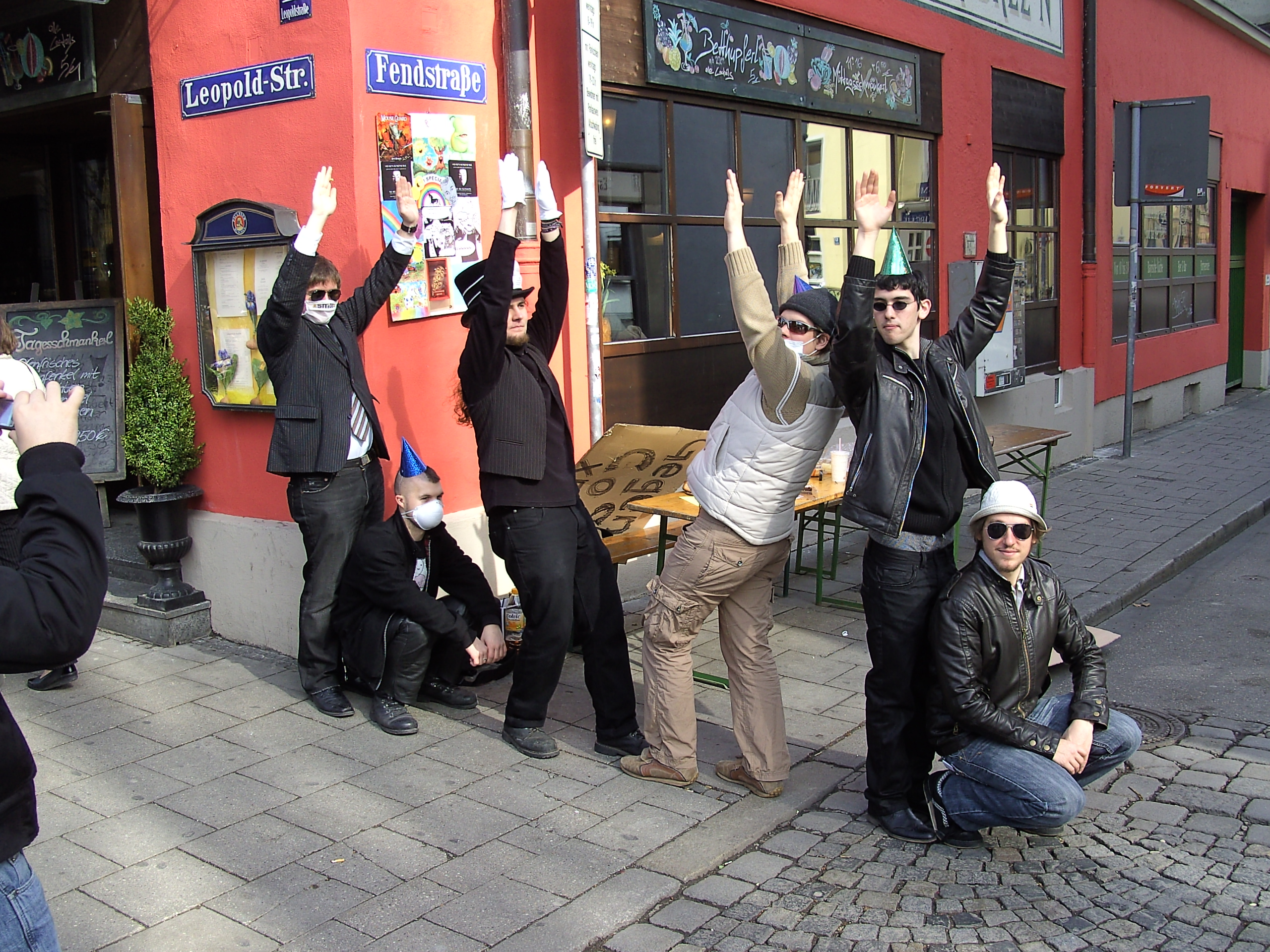
15. März 2008 – Anonymous-Protest in München (2. Welle)

Am 14. Januar 2008 gelangte ein ursprünglich scientologyinternes Video, in dem Tom Cruise unkritisch über sich und Scientology redet, ins Internet und wurde auf YouTube hochgeladen. Scientology unterstellte YouTube daraufhin eine angebliche Verletzung des Urheberrechts und forderte die Beseitigung des Videos. Als Antwort darauf formulierte Anonymous das „Projekt Chanology“. Mitglieder dieses Projekts, die die Aktion von Scientology als Internetzensur bezeichneten, organisierten eine Reihe von „Denial-of-Service“-Angriffe gegen Scientology-Websites, woraufhin Scientology sich vom Sicherheitsdienstleister Prolexic schützen ließ. Anonymous ging danach zu anderen Protestformen wie Demonstrationen, Streichanrufen und Scherzpost via Fax zu verschiedenen Scientologyzentren über.
Am 21. Januar 2008 erklärten einige Anonymous-Anhänger ihre Ziele und Absichten in dem auf YouTube hochgeladenen Video Message to Scientology und gaben eine Pressemitteilung heraus, in der sie „Scientology den Krieg erklärten“: gegen die Scientology-Kirche und das Religious Technology Center.
In der Pressemitteilung gibt die Gruppe an, dass die Attacken gegen Scientology weitergehen würden, um so die Redefreiheit zu schützen und die finanzielle Ausbeutung der eigenen Mitglieder durch Scientology zu beenden. Die von Gregg Housh und anderen Anonymous-Mitgliedern kreierten Veröffentlichungen gaukelten vor, Anonymous wäre ein mächtiger Zusammenschluss internationaler Hacker.
Ein neues Video mit dem Namen Call to Action tauchte am 28. Januar 2008 auf YouTube auf, das zu Protesten vor Scientology-Zentren am 10. Februar 2008 aufrief. Am 2. Februar 2008 versammelten sich 150 Demonstranten vor einem Scientology-Gebäude in Orlando, Florida und riefen gegen deren Praktiken auf. Kleine Proteste wurden in Santa Barbara und Manchester abgehalten. Am 10. Februar 2008 demonstrierten zwischen 6000 und 8300 Menschen in 14 Ländern gegen Scientology. Viele Demonstranten vermummten sich, um Vergeltungsmaßnahmen durch Scientology zu unterbinden.
Anonymous führte die zweite Protestwelle am 15. März 2008 in Städten überall auf der Welt, darunter Boston, Dallas, Chicago, Los Angeles, London, Paris, Vancouver, Toronto, Berlin und Dublin, durch. Die weltweite Anzahl der Teilnehmer wurde wiederum auf 7000 bis 8000 geschätzt. Die dritte Welle fand am 12. April 2008 statt. Die sogenannte „Operation Reconnect“ beabsichtigte es, die Aufmerksamkeit auf die scientologische Disconnection-Policy-Praxis zu steigern.
Am 17. Oktober 2008 sagte ein 18-jähriger Anhänger von Anonymous aus, er bekenne sich als schuldig an der Beteiligung bei den Internetattacken auf Scientology vom Januar 2008.
Die Proteste dauerten an und nutzten Veranstaltungen wie die Premiere des Tom-Cruise-Films Walküre. Deren Ort wurde in Reaktion auf vorherige Proteste so gewählt, dass den Demonstranten möglichst wenig Bildfläche gegeben wurde.

### Reaktion von Scientology
Scientology reagierte auf den neuen „kopflosen“ Gegner ohne Führung, indem es kurz nach den Denial-of-Service-Attacken ein Video veröffentlichte. Darin wurde behauptet, man hätte tausende von Morddrohungen, Bombendrohungen und belästigende Telefonanrufe erhalten.
Angeblich sollten Anonymous-Mitglieder innerhalb von weniger als drei Wochen 8931 belästigende Anrufe getätigt, über 3,6 Millionen bösartige E-Mails verschickt und mehr als 114 Millionen Mal auf die Website zugegriffen haben.
Auf das Video antwortete Anonymous mit Witzbotschaften, die das Video Anonymous Exposed aufgrund seiner angeblich maßlosen Übertriebenheit parodierten.
Scientology spürte zudem den Veröffentlicher des ersten Anonymous-Videos, Gregg Housh, auf, und zeigte ihn wegen Besitzstörung an, da er an der Belästigung einer Rezeptionistin des Scientology-Gebäudes in Boston beteiligt gewesen wäre. Housh bestreitet den Vorwurf.

### Öffentliche Befürworter
Ursula Caberta, ehemalige Leiterin der Obersten Landesjugendbehörde und von 1992 bis 2010 Leiterin der Hamburger Arbeitsgruppe Scientology, befürwortete in einem auf YouTube erschienenen Interview die Proteste und forderte zum Fortfahren mit friedlichen Protestaktionen gegen Scientology auf, die sie selbst für sehr wirksam hält. Aus ihrer Sicht seien die um einiges verstärkten Aussteigerzahlen in den USA auf die dort höhere Aktivität von Anonymous zurückzuführen. Von der Bewegung habe sie das erste Mal durch positive Resonanzen von Ex-Scientologen erfahren. Sie selbst könne dort jedoch aufgrund von Zeitmangel nicht mitwirken.
Diese Aussage bezog sich nur auf die friedlichen Proteste gegen Scientology, nicht auf Aktionen wie die DDoS-Angriffe gegen Zahlungsdienstleister wie Visa und Mastercard, mit denen das Kollektiv erst später begann.

## Operationen

### Operation Payback
Ab September 2010 führten Mitglieder des Kollektivs im Rahmen der sogenannten „Operation Payback“ Distributed-Denial-of-Service-Angriffe (DDoS) auf die Websites von Rechteinhaberverbänden wie RIAA oder IFPI durch.
Im Dezember 2010 wurde ein neues Ziel für die Angriffe ausgemacht: Zuerst wurden Geldinstitute wie Visa und Mastercard, die Konten der Whistleblowing-Plattform WikiLeaks gesperrt hatten, angegriffen. Später richteten sich die Angriffe auch gegen die niederländische Staatsanwaltschaft und Polizei, die zwei Teilnehmer der Aktion festnahmen.
Im Januar 2011 wurden Regierungsseiten von Simbabwe und Tunesien attackiert, da juristische Schritte gegen den sogenannten „Indiskretions-Dienst WikiLeaks“ in beiden Ländern stattfänden. In einem Statement von Anonymous hieß es: „Wir greifen Simbabwes Präsident Mugabe und sein Regime der Partei Zanu-PF an, weil sie die freie Presse für vogelfrei erklärten und drohen, jeden zu verklagen, der WikiLeaks[-Dokumente] veröffentlicht.“
Ebenso drohte Anonymous, die Regierungsseiten Ägyptens zu attackieren, falls Kommunikationskanäle wie Twitter (Stand 2024: X) zensiert würden. Seit der Revolution in Tunesien wird sozialen Netzwerken eine wichtige Rolle bei der Organisation politisch motivierter Protestgruppen zugeschrieben. In dem Aufruf hieß es:

„An die ägyptische Regierung: Anonymous ficht alle an, die an Zensurbemühungen beteiligt sind. Anonymous fordert, dass ihr im ganzen Land freien Zugang zu unzensierten Medien ermöglicht. Ignoriert ihr diese Nachricht, werden wir nicht nur eure Regierungs-Web-Seiten angreifen. Wir werden auch dafür sorgen, dass internationale Medien zu sehen bekommen, welch grausames Leben ihr euren Bürgern aufzwingt.“

### Operation Sony
Im Zuge der im Januar 2011 eingereichten Klagen von Sony gegen die Hacker George Hotz und Alexander Egorenkov, denen vorgeworfen wurde, Informationen zum Kopierschutzsystem der PlayStation 3 öffentlich gemacht zu haben, griff Anonymous ein.
Anfang April 2011 kam es zu Angriffen auf die Websites des Konzerns und seines PlayStation Network, die jedoch wieder gestoppt wurden, da sie deren Kunden beeinträchtigten. Sie wurden unter dem Titel OPSony bekannt, teilweise jedoch auch der Operation Payback zugeordnet. Als zum Ende des Monats bekannt wurde, dass 77 Millionen Nutzerdaten des PlayStation-Networks bei einem Hackerangriff gestohlen wurden, erklärten allerdings Teile des Anonymous-Netzwerkes, nichts mit dem Angriff zu tun zu haben.
Am 10. Juni 2011 nahm die spanische Polizei in Gijón drei mutmaßliche Aktivisten des Kollektivs fest. Sie sollen mit den Angriffen auf Sony und die Webpräsenzen verschiedener Regierungen in Verbindung stehen und die Führungsriege des spanischen Teils von Anonymous stellen. Zwei Tage später reagierte Anonymous mit einer DDoS-Attacke auf die Website der spanischen Polizei.
Am 16. Juni 2011 gab das Kollektiv bekannt, die Angriffe gegen Sony einzustellen. Sie begründeten dies mit der Störung der Sony-Kunden, für die und für deren Rechte man sich einsetzen wolle.

### Operation Zeta
Anonymous-Aktivisten sammelten Informationen über das mexikanische Drogenkartell Zetas. Daraufhin entführte das Kartell offenbar einen Mitstreiter der Gruppe und drohte ihn zu töten, wenn die Namen veröffentlicht würden. Bis zum 5. November 2011 sollte das Anonymous-„Mitglied“ freigelassen werden, anderenfalls werde die Gruppe Namen und Adressen von Leuten im Netz veröffentlichen, die mit den Zetas zusammenarbeiten. Nach Angaben von Anonymous kam daraufhin das „Mitglied“ frei. Angeblich hatten die Zetas den Internet-Aktivisten damit gedroht, für jeden veröffentlichten Namen zehn Menschen umzubringen.
Nach der Freilassung will Anonymous nun auf die Veröffentlichung verzichten, schrieben Blogs, die der Gruppe zugeschrieben werden. Barrett Brown, der als ehemaliger „Sprecher“ von Anonymous gilt, sagte, die mexikanischen Anonymous-„Mitglieder“, die die Aktion starteten, würden sehr vorsichtig vorgehen, um sich selbst zu schützen.

### Operation OpSafeWinter
Seit 2013 sammeln Anonymous-Aktivisten jedes Jahr für die kalte Jahreszeit Kleidung, Decken, Schlafsäcke und Lebensmittel, um diese direkt an bedürftige Obdachlose zu verteilen. Mittlerweile haben Anonymous-Aktivisten über eine sogenannte Anonymous WorldMap die jährlich stattfindende Charity dokumentiert. Neben Städten wie Stuttgart, Berlin oder München, beteiligen sich auch Orte in den USA, im Vereinigten Königreich und in anderen Ländern.

### Operation Ice ISIS und Operation Paris
Im September 2014 gab das Kollektiv auf Twitter (Stand 2024: X) bekannt, dass es unter dem Namen Operation Ice ISIS eine Cyberwar-Kampagne gegen die Terrororganisation Islamischer Staat (IS) betreibt. Ziel der Kampagne ist es, den Einfluss des IS auf soziale Medien zu verringern. Im Zuge dieser Aktion wurde eine größere Zahl an Accounts bei Twitter und Facebook aufgedeckt, übernommen oder unbrauchbar gemacht.
Am 16. November 2015 – drei Tage nach den Terroranschlägen in Paris mit über 130 Toten – kündigte Anonymous an, dass der IS, der sich zu den Anschlägen bekannt hatte, nicht ungestraft davonkommen dürfe, und erklärte ihm erneut den Krieg. Unter dem Namen Operation Paris unternimmt es das Kollektiv, die Webauftritte der Terrororganisation unter anderem bei Twitter (Stand 2024: X) zu hacken.

### Operation Tin Foil (Operation Alufolie)
Am 13. September 2021 hackte Anonymous unter dem Namen der Operation „Anonymous Global OPs - Operation Tinfoil - Operation LonelyWolf“ die Internetseite von Attila Hildmann, welcher im Verlauf der COVID-19-Pandemie als Verbreiter von Verschwörungsideologien rund um die Virusinfektion in Erscheinung trat. Anonymous bekam dank eines Insiders Zugang zu Hildmanns Telegram-Kanälen, Gruppen, Internetseiten, E-Mails, Notizen, Kontaktdaten, persönlichen Daten seiner Follower und Kunden und noch vielem mehr und kündigten an, diese an Behörden und Presse weiterzuleiten. Hildmann verurteilte in einer Videobotschaft den Angriff und kündigte Konsequenzen an. Twitter (Stand 2024: X) löschte den deutschen Anonymouskanal daraufhin permanent.

### Weitere „Operationen“ 2010–2020
- Während der Jasminrevolution startete Anonymous ab dem 2. Januar 2011 die Operation Tunisia, um auf die umfassende Zensur in Tunesien und die Proteste im Land aufmerksam zu machen. DoS-Attacken legten unter anderem die Seite der tunesischen Regierung und der Internetagentur ATI lahm.[75][76] Außerdem stellte das Kollektiv ein Script zur Abwehr staatlicher Phishing-Attacken zur Verfügung.[77]
- Um gegen Menschenrechtsverletzungen im Iran zu protestieren, griff das Kollektiv am Internationalen Tag der Arbeit 2011 diverse Websites staatlicher iranischer Stellen an.[78] Infolge der DoS-Attacken stellten einige Seiten zeitweise ihren Betrieb ein. Rund einen Monat später gelang Anonymous-Aktivisten Medienberichten zufolge das Eindringen in Server des iranischen Außenministeriums, wodurch sie rund 10.000 gespeicherte E-Mails erbeuteten.[79]
- Im Februar 2011 wurden mehrere Webseiten der Westboro Baptist Church lahmgelegt.[80] Am 1. Mai 2011 nahmen deutschsprachige Anonymous-Aktivisten unter der Bezeichnung Operation Blitzkrieg rechtsextreme Webseiten ins Visier. Seit diesem Tag waren einige deutsche und österreichische rechtsextreme Webseiten, Mailorder und Internetforen nicht mehr zugänglich, weitere internationale Plattformen mit rechtsextremem Inhalt standen im Fokus. Auch hier wurde das DDoS-Verfahren angewendet. In einem zuvor verbreiteten Video verurteilte das Kollektiv die Unfähigkeit der Neonazis, andere Kulturen zu akzeptieren und Antisemitismus in das kollektive Bewusstsein der Gesellschaft eingebrannt zu haben. Via Twitter wurde der Verlauf der Aktion online dokumentiert.[81][82]
- Nach der Atomkatastrophe in Japan konzentrierte sich Anonymous auf die Operation GreenRights. Sie wendete sich gegen Konzerne, die ihr Geld mit Atomkraft verdienen. Es gab Demonstrationen und offenbar DDoS-Attacken.
- Im Juli 2011 wendete sich die Operation GreenRights gegen den Saatguthersteller Monsanto, da diesem Konzern viele Umweltverschmutzungen vorgeworfen wurden. Anonymous legte unter anderem die Website lahm und kündigte an, die Webseiten der Firmen/Konzerne ExxonMobil, ConocoPhillips, Canada Oil Sands, Imperial Oil und Royal Bank of Scotland lahmzulegen.[83] Im Februar 2012 attackierte Anonymous erneut Monsanto und leakte eine, jedoch veraltete, Mitarbeiter- und Kundendatenbank des Agrarkonzerns. Zudem erneuerte das Kollektiv seine Drohungen gegen den Konzern und kündigte weitere Attacken an.[84]
- Anonymous unterstützte die Proteste gegen die Regierung in Spanien und Aufständische in Ägypten, dem Iran oder Syrien. Als während der Proteste in der arabischen Welt 2010–2011 Regierungen in arabischen Ländern ihren Bürgern den Zugang zum Internet sperrten oder dies planten, half Anonymous dabei, Internetzugänge zu ermöglichen, damit Informationen weiter nach außen dringen konnten.[85]
- Als Reaktion auf die juristischen Schritte gegen das Portal Kino.to griff Anonymous im Juni 2011 die Website der Gesellschaft zur Verfolgung von Urheberrechtsverletzungen an und bekannte sich in einem im Internet verbreiteten Video dazu.[86]
- Etwa zeitgleich wurde als Protest gegen die restriktive Internetpolitik der Türkei die Website der Telecommunications Communication Presidency, einer türkischen Behörde für Informationstechnologie, angegriffen und lahmgelegt.[87]
- In der Operation UnManifest rief die Gruppierung zur Manipulation des im Internet verbreiteten Manifestes 2083 – A European Declaration of Independence des norwegischen Attentäters Anders Behring Breivik auf und änderte kurzfristig ihr Motto zu „Wir alle verzeihen keinen Mord, wir alle vergessen nicht die Opfer“.[88] Durch die anschließende Verbreitung der Fälschungen sollte das ursprüngliche Dokument lächerlich gemacht werden und schließlich untergehen.[89]
- Im August 2011 wurde in einem Video, das auf YouTube hochgeladen wurde, ein Angriff von Anonymous-Aktivisten auf Facebook angekündigt. Dieser sollte am 5. November 2011, also am Jahrestag der von Guy Fawkes geplanten Pulververschwörung, durchgeführt werden. Der Uploader behauptete, dass Facebook die Daten von Nutzern weiterverkaufe, selbst wenn diese ihr Konto bereits gelöscht hätten.[90] Anonymous distanzierte sich allerdings kurz darauf von dieser Ankündigung und stellte sie als Fälschung dar.[91] Am 5. November wurden Name und Adresse eines Mannes veröffentlicht, der allein für die Operation Facebook verantwortlich sein soll.[92][93]
- Als Reaktion auf einen im August 2011 vom Kölner Privatsender RTL gesendeten Beitrag zur Gamescom wurde im Namen von Anonymous ein Video in deutscher Sprache veröffentlicht, in dem zum Boykott von RTL aufgerufen und mit Konsequenzen gedroht wurde.[94] Teile der Website von RTL wurden angegriffen und manipuliert.[95] In einem weiteren über Pastebin verbreiteten Text wurde aber, gleichfalls im Namen von Anonymous, von der Beteiligung an diesen Angriffen abgeraten, da das Kollektiv für freie Meinungsäußerung eintrete. RTL entschuldigte sich für den „verallgemeinernden und überzeichnenden“ Bericht,[96] in dem die Messebesucher überwiegend unvorteilhaft dargestellt wurden.[94]
- Am 23. August 2011 gab die Gruppe ihre Unterstützung der von dem kanadischen Magazin Adbusters initiierten Occupy-Wall-Street-Demonstrationen bekannt.[97]
- Im Oktober 2011 sprengte Anonymous eigenen Angaben zufolge einen versteckt agierenden Tauschring für Kinderpornografie und löschte die angeblich größte Sammlung von Kinderpornos im Internet. Es wurden Daten zu 1600 Nutzern veröffentlicht. Der Angriff war Teil der sogenannten Operation Darknet.[98]
- Am 24. Dezember 2011 wurde die Website des privaten Nachrichtendienstes Stratfor gehackt und eine Kundenliste veröffentlicht. Mit den unverschlüsselten Kreditkartennummern der Kunden erfolgten Überweisungen an Hilfsorganisationen. Im Namen von Anonymous wurden sowohl ein Bekennerschreiben wie auch ein Dementi, in dem die Aktion Trittbrettfahrern zugeschrieben und als Missachtung der Pressefreiheit verurteilt wurde, ausgesandt.[99][100]
- Ende Dezember 2011 gründete Anonymous im Zuge der Operation Blitzkrieg, einer Aktion gegen Rechtsextremismus, das Enthüllungsportal „nazi-leaks“, auf dem Listen mit NPD-Spendern, Kunden szeneorientierter Versandhäuser, Autoren der Zeitschrift „Junge Freiheit“ sowie interne E-Mails der NPD zu finden sind. Der Parteisprecher der NPD Frank Franz gab an, dass die Partei wahrscheinlich in „allen denkbaren Bereichen“ Strafanzeige stellen werde. Die Korrektheit der Listen konnte bislang nicht bestätigt werden. Des Weiteren wurden mit DDoS-Attacken mehrere Neonazi-Webseiten lahmgelegt.[101] Als Reaktion darauf starteten Neonazis eine „Operation take nazi-leaks down“ und griffen mit DDoS-Attacken die Server von nazi-leaks.net an. Die dafür werbenden Websites der Neonazis wurden nach kurzer Zeit gelöscht.[102]
- Ende Januar 2012 rief das Kollektiv zum Kampf gegen das internationale Handelsabkommen ACTA auf.
- Im Februar 2012 war Anonymous mit der Politik Israels unzufrieden und rief daher zu Protest auf.[103]
- Im März 2012 legte Anonymous die Webseite des Vatikans lahm.[104] Grund soll die Einstellung des Vatikans gegenüber Empfängnisverhütung sowie dem Schwangerschaftsabbruch gewesen sein. Anonymous Italia bekannte sich zu diesem Angriff.
- Im Mai 2012 veröffentlichte Anonymous private Telefonnummern, Adressen und E-Mails von prominenten Unterzeichnern des Aufrufs „Wir sind die Urheber“, der für eine Stärkung des Urheberrechts plädiert. Anonymous drohte dabei, weitere Künstler im Internet zu mobben.[105]
- Für den 18. August 2012 wurde zu Aktionen aufgerufen, die Kameras des Überwachungssystems TrapWire durch Verschmutzung unbenutzbar zu machen.[106]
- Am 4. September 2012 wurden 1.000.001 Datensätze veröffentlicht, bei denen es sich angeblich um Apple-UDIDs handelt, die von dem Laptop eines FBI-Agenten gestohlen worden sein sollen.[107]
- Am 5. Oktober 2012 wurde das Blog kreuz.net aufgrund der beleidigenden Nachrufe gegen den verstorbenen Entertainer Dirk Bach mit einer Distributed-Denial-of-Service-Attacke (DDoS) angegriffen. Bei Twitter auf AnonymousEurope (OpKreuznet) wurde die Aktion bestätigt. Sowohl auf Twitter als auch bei YouTube wurde zum Mitmachen aufgerufen.[108]
- Als Antwort auf den Selbstmord der 15-jährigen Amanda Todd am 10. Oktober 2012 startete Anonymous die Suche nach dem dafür Verantwortlichen, um sich an diesem zu rächen.[109]
- Am 13. Oktober 2012 wurden Foren der britischen Polizei im Rahmen von OpJubilee angegriffen.[110]
- Am 13. Januar 2013 hackten einige Anon-Aktivisten die Webseiten des MIT (Massachusetts Institute of Technology) und platzierten dort einen Nachruf zu Aaron Swartz.[111]
- Am 26. Januar 2013 wurde die Website der United States Sentencing Commission gehackt und auch dort ein Nachruf zu Aaron Swartz platziert.[112][113]
- Am 28. Januar 2013 wurde die Website inklusive der gesamten Infrastruktur der GEMA mithilfe eines Botnetzes aus China attackiert und lahmgelegt. Durch Herunternehmen der Website wurden wenigstens Teile der Infrastruktur wieder verfügbar. Besucher der Seite wurden während des Angriffs auf ein Bild weitergeleitet ähnlich dem, das YouTube einblendet, wenn aus Deutschland ein Video aufgerufen wird, für das die GEMA die Verlagsrechte nicht eingeräumt hat.[114][115]
- Am 1. Februar 2013 wurde die Website des Wiener Korporationsrings so attackiert, dass die Seite nicht erreichbar war. Man wurde unter anderem auf verschiedene Bilder weitergeleitet, welche teilweise mit Reggae-Musik unterlegt waren.[116]
- Im April des Jahres 2013 forderten Aktivisten unter Anonymous eine Aufhebung des Atomwaffenprogramms und eine Demokratisierung Nordkoreas.[117] Im Rahmen von OpNorthKorea veröffentlichte Anonymous Passwörter von 15.000 Accounts der Propagandaseite uriminzokkiri.com[118] und kaperte den Twitter-Account Nordkoreas.[119]
- Am 7. April 2013 griffen Aktivisten unter dem Label Anonymous israelische Webseiten an, doch durch eine Vorbereitung Israels konnte größerer Schaden verhindert werden.[120] Am 8. April 2013 setzten sie diese Angriffe fort und legten die Website der Zeitung Haaretz lahm. Deutsche Anonymous-Aktivisten distanzierten sich von der OpIsrael und erklärten, diese werde „zum größten Teil von US Anons geführt“.[121]
- Am 31. Juli 2014 teilte Anonymous via Facebook mit, einen Hackerangriff auf die Website des israelischen Geheimdienstes Mossad verübt zu haben. Hintergrund der Aktion waren die Handlungen der israelischen Regierung bezüglich des Konflikts am Gaza-Streifen.[122]
- Am 20. September 2018 drohte Anonymous in einem Video auf YouTube damit, die Server des deutschen Energiekonzernes RWE zu hacken, wenn sie nicht sofort mit der Rodung des Hambacher Forsts stoppen. RWE wollte über die Hälfte des Waldstücks roden, um im Boden Braunkohle zu fördern. Tatsächlich war am darauffolgenden Montag die Website des Unternehmens teilweise nicht oder nur schwer erreichbar. RWE hatte Anzeige gegen Unbekannt erstattet.[123]

### Weitere „Operationen“ seit 2020
- Ab Juni 2020 bekämpften deutschsprachige Anonymous-Aktivisten den seit der COVID-19-Pandemie verschiedenste Verschwörungserzählungen verbreitenden Attila Hildmann mit einer Vielzahl von Aktionen unter dem Titel Operation Tinfoil (dt.: Operation Alufolie, eine Anspielung auf den Aluhut). Der Koch verbreite „Lügen, Hetze und Falschnachrichten“, zudem nutze er seine Reichweite maßgeblich zur Bewerbung seiner Produkte, „um noch mehr Geld aus leichtgläubigen Menschen zu pressen“.[124][125]
- Im April 2021 sorgte „Anonymous Germany“ für einen Datenschutzskandal, indem es durch einen schlecht gesicherten Webserver von der den „Querdenkern“ nahestehenden Partei dieBasis Zugriff auf 13.000 personenbezogene Datensätze fast aller aktueller sowie mehrerer hundert ausgetretener Parteimitglieder erlangte. Der abgegriffene Datensatz umfasst unter anderem Adressen, Personalausweisnummern und vereinzelt Bankverbindungen, teilweise waren außerdem digitale Kopien von Anträgen oder Rechnungen einsehbar. Die Partei gibt zu, selbst schuld am Datenleck zu sein.[126][127]
- Am 24. Februar 2022, dem Tag des russischen Überfalls auf die Ukraine, erklärte Anonymous auf Twitter[128], in einen Cyberkrieg mit der Regierung der Russischen Föderation getreten zu sein.[129][130] Am selben Tag gab Anonymous bekannt, dass es die Website des russischen Verteidigungsministeriums lahmgelegt habe, und stellte im weiteren Verlauf eine aus E-Mails und anderweitigen Dokumenten bestehende Datenbank des Ministeriums öffentlich zum Download.[131][132][133] Auch die Website des staatlichen Fernsehsenders RT wurde gehackt.[134][135] Am 26. Februar wurde die Internetseite des russischen Präsidialamtes stillgelegt und eine Videobotschaft an Wladimir Putin auf YouTube veröffentlicht[136]. Ferner wurden Russlands staatliche Fernsehsender gehackt, ohne die Satellitenleitung anzutasten, um statt deren Programm die Bilder und Videos des Krieges auszustrahlen.[137][138] Anonymous hackte und veröffentlichte außerdem innerhalb der ersten Kriegswoche eine 200 GB umfassende E-Mail-Datenbank des belarussischen Waffenherstellers Tetraedr.[139]
- Im Rahmen der am 29. Juni 2024 begonnenen Operation gegen Kinderpornografie im Darknet gelang es Aktivisten des Hackerkollektivs die Server eines Upload-Dienstes für Bilder und einer Link-Austausch-Plattform im Darknet zu übernehmen und dort ihr Bekennervideo zu platzieren. Im Rahmen der Aktion wurden laut eigenen Angaben auch Daten der Nutzerinnen und Nutzer erbeutet, die an Strafverfolgungsbehörden weitergegeben werden können.[140]

## Aktivitäten in Österreich
Am 25. Juni 2011 wurde der Twitter-Account „AnonAustria“ erstellt. Er dient dem österreichischen Kollektiv von AnonAustria (den Usern des IRC-Channels von AnonAustria) als mediales Sprachrohr.
- Anfang Juli 2011 wurden die Websites der Parteien SPÖ und FPÖ angegriffen und zum Teil lahmgelegt.[141]
- Am 22. Juli 2011 wurde auch die Website der GIS, die für die Einbringung und Abrechnung der österreichischen Rundfunkgebühr zuständig ist, gekapert. Zudem konnten bis zu 200.000 Kundendaten abgerufen werden. Ein Teil davon, vor allem von Mitarbeitern des Innenministeriums und der Polizei, wurde mit E-Mail-Adressen und verkürzten Kontonummern veröffentlicht.[142]
- Am 28. Juli 2011 wurde die Seite der österreichischen Partei Die Grünen – Die Grüne Alternative angegriffen und 13.000 Userdaten gestohlen. Die Angreifer bezeichneten sich als Anonymous,[143] laut AnonAustria wurde die Aktion aber weder mit dem Wissen noch mit dem Einverständnis der Gruppierung durchgeführt.[144]
- Am 26. September 2011 veröffentlichte AnonAustria auf ihrem Twitteraccount die Daten von rund 25.000 Polizisten mit Vornamen, Nachnamen, Adresse und Geburtsdatum unter dem Tag #Pwnyzei, was zu zahlreichen Zugriffen auf die veröffentlichten Daten führte.[145] Es handelte sich hierbei nicht um einen Hack – die Daten scheinen von der Polizistenvereinigung IPA zu stammen und wurden dem Kollektiv nach eigenen Angaben „zugänglich gemacht“.[146]
- Am 28. September 2011 gab AnonAustria bekannt, dass der Inhalt einer kompletten Datenbank der Tiroler Gebietskrankenkasse frei im Internet zugänglich sei. Im Laufe der folgenden Woche wies die Gruppe auf weitere offen einsehbare persönliche Daten auf Amtswebpräsenzen (etwa dem Innenministerium) hin. Teils wurden diese direkt verlinkt; die Daten der TGKK blieben aber unveröffentlicht.[147]
- Am 25. und 26. November 2011 gingen Mitglieder und Unterstützer von Anonymous in allen Landeshauptstädten auf die Straße und verteilten eigens erstellte Flyer. Bei dieser Aktion, genannt Paperstorm, ging es darum, die Leute darauf aufmerksam zu machen, dass ab April 2012 in Österreich die Vorratsdatenspeicherung in Kraft tritt und somit alle Verbindungen sechs Monate gespeichert werden. Organisiert wurde die Aktion über Twitter.
- Am 28. Januar 2012 wurde anlässlich des Protestes gegen den WKR-Ball die Seite des Wiener Korporationringes attackiert. Die Webseite wurde auf eine externe Website umgeleitet. Die Seite wurde in Rot gehalten, mit Sowjet-Stern, Sichel und einem salutierenden Pony. Im Hintergrund lief die Sowjethymne. Zusätzlich wurde die Seite des WKR-Balles mit DDOS-Attacken lahmgelegt.[148]
- Am 12. Juni 2012 haben Netz-Aktivisten von Anonymous Austria E-Mails von Scientology aus den Jahren 2010 und 2011 über pastebin.com veröffentlicht.[149] Teile dieser Mails wurden nachfolgend von Wilfried Handl, einem Gegner und vormaligen Österreich-Chef von Scientology, auf dessen Website kommentiert. Daraufhin haben die Vereine Scientology-Kirche Österreich und Scientology Mission Österreich auf Unterlassung geklagt und diese Klage mit einer einstweiligen Verfügung kombiniert, die vom Oberlandesgericht Wien in zweiter Instanz rechtskräftig abgewiesen wurde, zumal von Scientology weder eine ausreichende Begründung für den Unterlassungsanspruch vorgelegt wurde, noch die Gefährdung von Scientology abschließend überprüft werden konnte.
- Am 13. Januar 2013 veröffentlichte AnonAustria Daten von österreichischen Ministern, darunter auch Kreditkartendaten. Ob die Daten echt sind, wurde nicht bestätigt.[150]
- Am 8. Februar 2013 kaperte Anonymous Salzburg die Website der SPÖ Salzburg Stadt. Grund waren wohl die Salzburger Finanzgeschäfte.[151]
- Am 7. April 2013 wurde die Event-Plattform des Landes-Medienzentrums Salzburg von Anonymous Salzburg gekapert. Es war ein Angriff gegen den ÖVP-Spitzenkandidaten bei den Landtagswahlen, Wilfried Haslauer.[152]
- Im Oktober 2014 hackte AnonAustria die deutsche Partei AfD und veröffentlichte sensible Daten auf Twitter (Stand 2024: X),[153] in dessen Folge vermutlich der Twitter-Account von AnonAustria gesperrt wurde.[154]

Neben AnonAustria, die vor allem durch hacktivistische Aktionen für Aufsehen gesorgt haben, gibt es auch Anonymous Wien, die sich auf Demonstrationen und sogenannten Paperstorms (das Verteilen von Flyern) beschränken. Neben einem Wordpress-Blog und einem Forum dienen ihnen eine Facebook-Seite und der Twitter-Account Anonymous Wien als Sprachrohr.
So protestieren sie seit 15. März 2008 öffentlich gegen Scientology.
Sie organisierten ebenfalls einige Paperstorms gegen Vorratsdatenspeicherung und ACTA. Ebenfalls mitorganisiert haben sie den Protestmarsch gegen Vorratsdatenspeicherung am 31. März 2012.
AnonAustria gewannen 2011 den Wolfgang Lorenz Gedenkpreis für internetfreie Minuten. Die Jury argumentierte, dass AnonAustria mehrmals private Daten auf fremden Servern aufgespürt und veröffentlicht habe, darunter die Privatadressen von Polizisten. Damit sei wiederholt die achte Regel der Hackerethik verletzt worden: „Öffentliche Daten nützen, private Daten schützen.“
Ebenfalls gibt es noch AnonNewsAUT.

### Operation „pitdog“
2012, im Vorfeld der Einführung der Vorratsdatenspeicherung (VDS) in Österreich im Rahmen der EU-Regulierung, machten Meldungen die Runde, dass lokale Vertreter von Anonymous E-Mail-Verkehr von allen relevanten Parteien des Landes (SPÖ, ÖVP, FPÖ und weitere) im Umfang von mehr als 10.000 Exemplaren abgegriffen und damit Belege für Seilschaften und Verbrechen im Polit-Bereich gesammelt hätten. Speziell ein gerade laufender Korruptionsausschuss sollte davon tangiert sein, aber auch noch viele weitere Machenschaften aufgedeckt werden. Begründet wurde die Aktivität mehrfach mit dem Bedarf für „Gegenüberwachung“. Die Veröffentlichung sollte, wie in zahlreichen Medien angekündigt, am 1. April 2012 um 0 Uhr erfolgen, dem Einführungstermin für die VDS. Diesem Termin gingen tatsächliche Demonstrationen in mehreren österreichischen Städten am Samstag, den 31. März 2012 voraus. Die Aktion von Anonymus trug den Namen „pitdog“, vom englischen „pit“ für Loch/Grube und „dog“ für Hund, also Grubenhund und somit relativ gleich bedeutend mit Zeitungs-„Ente“. Zwar bot der 1. April Anlass, hier zumindest die Möglichkeit eines Scherzes zu erwägen, wegen der Vorgabe des Datums durch die äußeren Umstände glaubten die meisten hier jedoch an Zufall. Außerdem wurde die offenbar vorsätzlich gewählte Bezeichnung „pitdog“ erst nach dem Termin greifbar. Veröffentlichungen vom selben Tag geben die Anonymous-Worte „frei erfunden“ wieder. Die Meinungen, ob diese Aktion dem Ansehen der AnonAustria Gruppe evtl. geschadet hat, gehen auseinander.

### Anzeigen wegen Vermummung
Am 2. Juni 2012 kam es während einer Demonstration von Anonymous Wien gegen Scientology zu Anzeigen wegen Vermummung, da einige Teilnehmer ihre Gesichtszüge mit einer Guy-Fawkes-Maske verhüllt hatten. Daraufhin wurde die Strafverfügung eines Anon-Aktivisten ins Internet gestellt und via Twitter verbreitet (u. a. auch von AnonAustria). Die Strafe belief sich auf 50 € bzw. eine Ersatzfreiheitsstrafe von 25 Stunden. Ob die angezeigten Anon-Aktivisten die Strafe bezahlt oder Einspruch gegen die Strafverfügung erhoben haben, ist unklar. Kurz nach den Anzeigen veröffentlichte AnonAustria die Mails von Scientology. Wilfried Handl nutzte einige dieser geleakten Mails in seinem Blog, worauf Scientology gegen ihn klagte. Dies blieb allerdings erfolglos.

## Aktivitäten in Deutschland
In Deutschland wird in mehreren Städten seit 10. Februar 2008 regelmäßig gegen Scientology protestiert, und seit 2011 werden Protestaktionen gegen Überwachung und Zensur durchgeführt.
Am 6. April 2013 hackte Anonymous aus Protest gegen die Bestandsdatenauskunft das FDP-Portal meine-freiheit.de und veröffentlichte einige Zugangsdaten im Internet.

### Operation GEMA
Im Rahmen der Operation GEMA griff Anonymous im Juni 2011 die Webpräsenz der GEMA mit DDoS-Attacken an und legte sie kurzzeitig lahm. In einem Video erläuterte die Gruppierung ihre Beweggründe: Die GEMA trage die Schuld daran, dass auf der Internetplattform YouTube in Deutschland ein Großteil der Musikvideos nicht mehr abgerufen werden kann, da sich YouTube mit der GEMA seit 2009 nicht mehr auf einen neuen Lizenzvertrag einigen konnte. (Tatsächlich sind die entsprechenden Videos von YouTube willkürlich ausgewählt worden; die GEMA führt einen Musterprozess mit YouTube um korrekte Lizenzierung, der nur wenige Videos betrifft.) Aus Sicht von Anonymous verlangt die GEMA zu hohe Gebühren für den Abruf von Videos. Im Video wurden „weitere Maßnahmen“ angekündigt, sollte sich das Verhalten der GEMA nicht ändern. Nachdem dies nicht geschehen war, erfolgte am 22. August ein weiterer Angriff auf die Website, bei der die Seite kurzzeitig auf eine Grafik umgeleitet wurde, deren Text auf die Sperrmeldungen von YouTube anspielte. Ferner gelang es, Benutzernamen und Passwörter auszulesen, die daraufhin bei Twitter veröffentlicht wurden. Als Reaktion auf die DDoS-Angriffe kam es zu mehreren Hausdurchsuchungen bei Verdächtigen. Zu Weihnachten startete Anonymous unter dem Namen LulzXmas weitere Aktionen gegen die GEMA sowie Seiten der Initiative Urheberrecht. Dabei kam es zu einem „Deface“ der Seite Initiative Urheberrecht und zur Veröffentlichung von personenbezogenen Daten der Initiative. Wie sich später herausstellte, wurde die Kommunikation in den IRC-Channels vor den DDoS-Angriffen 2011 von den Behörden aufgezeichnet.

### Operation Tinfoil

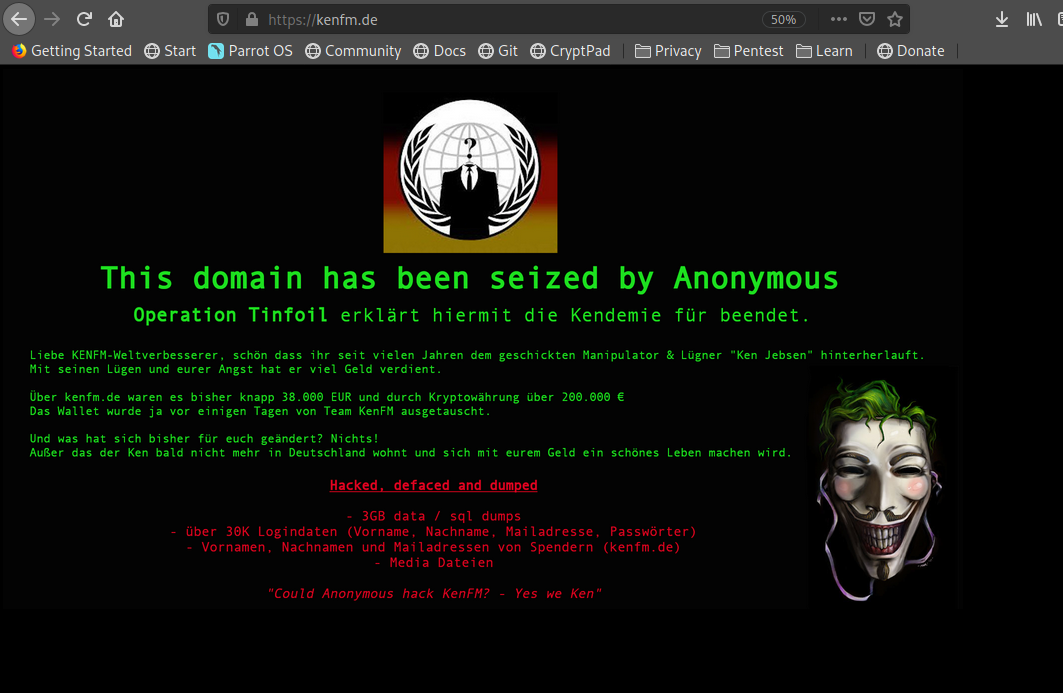
Website von KenFM nach Hack durch Anonymous Deutschland (2021)

Anfang 2020 haben Aktivisten die neue Gruppe „Widerstand 2020“, die sich als Gegenbewegung bzw. -partei zu den Corona-Maßnahmen der Bundesregierung gebildet hatte, beobachtet und aufgrund von Unstimmigkeiten und Demokratiefeindlichkeit als größeres Ziel erkannt. Hier lag das Augenmerk auf den haltlosen Behauptungen der Gründer und dem Widerlegen derselben. Im Zuge dessen kam es auch zu Angriffen auf die Webseite und das Überfluten mit „Mitgliedsanträgen“, die sich als einfaches Formular ohne Überprüfen der Dateneingabe herausstellten. Die Bewegung zerfiel nach kurzer Zeit, entstehende Splittergruppen und die Hauptakteure wurden allerdings weiter unter Beobachtung gehalten, vor allem da der Gründer Bodo Schiffmann Anonymous in einem öffentlichen Video herausgefordert hatte.
Im Juni 2020 wurde dann aus dieser bislang nur losen Zusammenarbeit die Operation Tinfoil (dt.: Operation Alufolie, eine Anspielung auf den Aluhut) gestartet, da neue Akteure auf der Bildfläche erschienen waren.
Das erste Ziel war Attila Hildmann, der durch das Verbreiten von Verschwörungsmythen auf Telegram schon vorher aufgefallen war, nun aber deutlich aktiver wurde und Anonymous auf seiner Seite wähnte, da kleine Gruppen mit Verbindung zu QAnon auch in seiner Telegram-Gruppe zu finden waren. Besonderes Augenmerk lag auf seinen Telegram-Gruppen, die erfolgreich von Aktivisten infiltriert werden konnten, und seinem Webauftritt, auf dem auch andere Daten, wie E-Mails, gespeichert waren. Mithilfe dieser Informationen konnten nunmehr Hauptverantwortliche und Administratoren seiner Telegram-Gruppe identifiziert werden und der reibungslose Ablauf innerhalb derselben immer wieder gestört werden; dazu kamen Veröffentlichungen über die Admins und deren Verbindungen. Die Arbeit der Aktivisten und ein veröffentlichtes Video gegen Attila Hildmann führten auch zu Interesse von Seiten der klassischen Medien an dessen Person, wodurch sich mehr Personen der Operation oder dem gleichen Ziel angeschlossen haben. Verkaufspartner, die Produkte des Vegan-Kochs verkauft hatten, kündigten, teilweise nach direkten Anfragen, die Zusammenarbeit mit ihm und nahmen seine Produkte aus ihrem Sortiment. Auch wurden seine Ansichten und Aussagen immer wieder widerlegt und/oder ins Lächerliche gezogen.
Aktivisten des Hackerkollektivs haben im Kontext dieser Operation die Website KenFM von Ken Jebsen angegriffen und über 39.000 Datensätze zu Spenden und Abonnenten abgreifen können. Auf der Website werden Verschwörungstheorien verbreitet.
Weitere folgende Ziele waren die sogenannte „Organische Christus-Generation“ (OCG) des Ivo Sasek (siehe dort) und die teilweise rechtsextreme Impfgegnerbewegung Querdenken.

## Konflikte mit staatlichen Organen
Im Juli 2011 wurde bei 35 Razzien in den USA, 14 in den Niederlanden und vier in Großbritannien ein mutmaßlicher Anonymous-Aktivist festgesetzt. 35 zusätzliche Haftbefehle wurden vom FBI ausgestellt.
Als Reaktion auf die Festnahmen hackten die Hacker einen Server mit mehr als 70 Websites von US-Strafverfolgungsbehörden und kopierten 10 Gigabyte an Daten.
Dokumente der NSA-Überwachungs- und Spionageaffäre belegen, dass der britische Geheimdienst GCHQ gezielt gegen Anonymous vorging.

## Gefälschter Facebook-Auftritt
Anonymous.Kollektiv wurde ursprünglich als deutsche Facebook-Seite des Kollektivs eingerichtet, aber seit 2012 nicht mehr von Anonymous betrieben. Nach Presseberichten hatte das Erfurter AfD-Mitglied Mario Rönsch die übrigen Seitenbetreiber damals verdrängt. Die Seite verbreitete fortan Rechtspopulismus, Verschwörungstheorien und Hetze gegen Migranten, Flüchtlinge und Muslime. Anonymous-Aktivisten distanzierten sich davon und klärten ihre Anhänger über die Hintergründe der Fälschung auf. Nachdem die „Likes“ für die gefälschte Seite seit November 2015 enorm zunahmen, berichteten auch viele Medien über die Fälschung.
Nach Strafanzeigen gegen den mutmaßlichen Betreiber entfernte dieser selbst oder die Facebook-Administration die Seite. Anfang Juni erschien eine Nachfolgeseite gleichen Namens auf dem russischen Netzwerk Vk.com, die auf die Sperrung der Vorgängerseite verweist und die Hetze gegen Zuwanderer fortsetzt.